# Musashi
Musashi (武蔵), opkaldt efter den tidligere japanske provins af samme navn, var et slagskib af Yamato-klassen, der blev bygget til den kejserlige japanske flåde i slutningen af 1930'erne. Det andet slagskib i klassen var Yamato.

## Mål
Yamato-klassens skibe var de tungeste og mest kraftfuldt bevæbnede slagskibe, der nogensinde er bygget, og fuldt lastet og bevæbnet med ni 460 mm kanoner fortrængte de næsten 73 000 t vand. Deres sekundære bevæbning bestod af fire 155 mm triple-kanontårne, som tidligere var blevet brugt af krydsere af Mogami-klassen. De var udstyret med seks eller syv pontonfly der kunne foretage rekognosceringer.

## Sejlads under 2. verdenskrig
Sat i drift i midten af 1942 blev Musashi modificeret til at tjene som flagskib for den Kombinerede flåde. Skibet blev overført til Chuuk, Japans vigtigste krigstids flådebase i Stillehavet, og i begyndelsen af 1943 stod hun flere gange ud med flåden i mislykkede søgninger efter amerikanske styrker. Flere gange i løbet af 1944 blev Musashi blev brugt til at overføre styrker og udstyr mellem Japan og forskellige besatte øer. Efter at være blevet torpederet i begyndelsen af 1944 af en amerikansk ubåd, blev Musashi tvunget til at vende tilbage til Japan for reparationer, og her blev hendes luftværnsbevæbning yderligere forstærket. Skibet var til stede under slaget i det Filippinske hav i juni, men kom ikke i kontakt med amerikanske overfladestyrker. Den 24. oktober 1944 under slaget om Leyte Gulf blev Musashi sænket af anslået 19 torpedo- og 17 bombeangreb fra amerikanske fartøjsbaserede fly. Over halvdelen af hendes besætning blev reddet. Vraget af Musashi blev lokaliseret i marts 2015 af et team af forskere ansat af Paul Allen, medstifteren af Microsoft. 